# 郭森
郭森（1908年—2006年11月18日），原名郭三槐，化名吕建平、张育民，男，直隶威县人，中华人民共和国政治人物，曾任中共湖南省委常委，湖南省政协副主席，湖南省人大常委会副主任。